# Phidippus californicus
Phidippus californicus är en spindelart som beskrevs av George William Peckham och Elizabeth Maria Gifford Peckham 1901. Phidippus californicus ingår i släktet Phidippus och familjen hoppspindlar. Inga underarter finns listade i Catalogue of Life.